# Centotheceae
Centotheceae Ridl., 1907 è una tribù di piante spermatofite monocotiledoni appartenente alla famiglia delle Poacee (o Graminaceae, nom. cons.) e sottofamiglia Panicoideae.

## Etimologia
Il nome della tribù deriva dal suo genere tipo Centotheca Desv. , 1810 il cui nome deriva da due parole greche: "kenteo" (= puntura, spina) e "theke" (= box, fodero) e fa riferimento alle setole riflesse sui lemmi superiori dell'infiorescenza di queste piante.
Il nome scientifico della tribù è stato definito dal botanico e biologo inglese Sir Henry Nicholas Ridley (Norfolk, 10 dicembre 1855 – 24 ottobre 1956) nellapubblicazione "Mat. Fl. Maley. Pen. 3: 122. 1907" del 1907.

## Descrizione

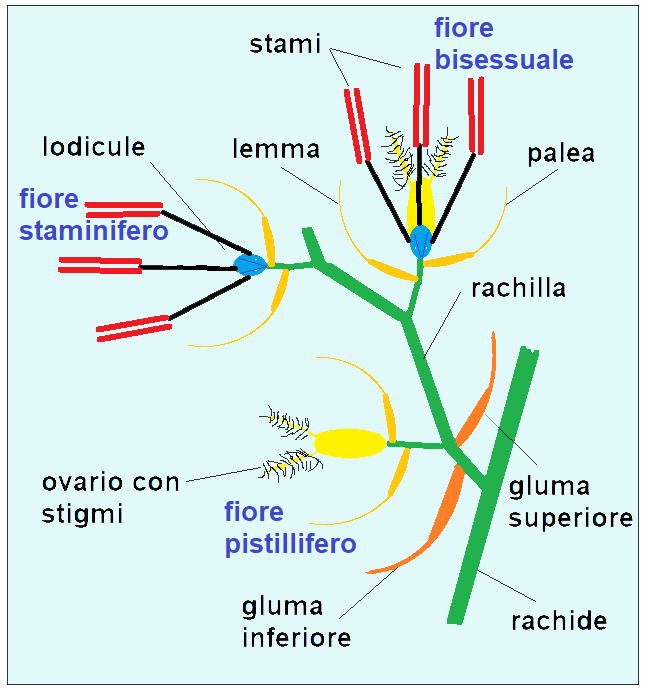
Spighetta generica con tre fiori diversi

### Portamento
Il portamento delle specie di questo gruppo in genere è cespitoso, rizomatoso o stolonifero con cicli biologici per lo più annuali. I culmi possono essere ramificati. Il ciclo fotosintetico di queste piante è del tipo C3. Altezza massima dei culmi: 100 cm.

### Foglie
Le foglie lungo il culmo sono disposte in modo alterno, sono distiche e si originano dai vari nodi. Sono composte da una guaina, una ligula e una lamina. Le venature sono parallelinervie con altre vene distintamente incrociate. Possono essere presenti dei pseudopiccoli.
- Guaina: la guaina è abbracciante il fusto.
- Ligula: le ligule sono membranosa; la membrana è sfrangiata oppure termina con una frangia di peli.
- Lamina: la lamina ha delle forme generalmente lineari e piatte; si restringono alla base senza abbracciare lo stelo. I micropeli delle foglie sono simili a bottoni o funghi.

### Fiori
- Infiorescenza principale (sinfiorescenza o semplicemente spiga): le infiorescenze, ascellari e terminali, sono ramificate (o con rami primari non ramificati, o rami primari ramificati formanti rami di ordine superiore) e sono formate da alcune spighette ed hanno la forma di una pannocchia.
- Infiorescenza secondaria (o spighetta): le spighette, compresse lateralmente o dorsoventralmente, sottese da due brattee distiche e strettamente sovrapposte chiamate glume (inferiore e superiore), sono formate da 1 a 4 fiori (da 8 a 20 in Megastachya). Possono essere presenti dei fiori sterili o ridotti; in questo caso sono in posizione distale rispetto a quelli fertili. Alla base di ogni fiore sono presenti due brattee: la palea e il lemma. La disarticolazione avviene con la rottura della rachilla (che si estende) sopra le glume.
- Glume: le glume, disuguali, sono membranose eventualmente con bordi ialini, con o senza barbe e apice acuto o acuminato; le venature sono 3 - 5 longitudinali; è presente una carena dorsale.
- Palea: la palea, eventualmente carenata (o bicarenata), è membranosa con o senza barbe; in genere è più stretta o più corta del suo lemma.
- Lemma: il lemma è membranoso eventualmente con bordi ialini o precisi, con o senza barbe e apice acuto o apicolato (mucronato in Megastachya); sulla superficie sono presenti delle setole riflesse; dorsalmente sono arrotondati; le venature sono 5 - 7 longitudinali;

I fiori fertili sono attinomorfi formati da 3 verticilli: perianzio ridotto, androceo  e gineceo.
- Formula fiorale:[7]

*, P 2, A (1-)3(-6), G (2–3) supero, cariosside.
- Il perianzio è ridotto e formato da due lodicule, delle squame traslucide, poco visibili (forse relitto di un verticillo di 3 sepali). Le lodicule hanno una consistenza carnosa.
- L'androceo è composto da 2 stami  in Centotheca e 3 in Megastachya, ognuno con un breve filamento libero, una antera sagittata e due teche. Le antere sono basifisse con deiscenza laterale. Il polline è monoporato.
- Il gineceo è composto da 3-(2) carpelli connati formanti un ovario supero. L'ovario, glabro, ha un solo loculo con un solo ovulo subapicale (o quasi basale). L'ovulo è anfitropo e semianatropo e tenuinucellato o crassinucellato. Lo stilo, breve, è unico con due stigmi in genere piumosi.

### Frutti
I frutti sono del tipo cariosside, ossia sono dei piccoli chicchi indeiscenti, con forme ovoidali, nei quali il pericarpo è formato da una sottile parete che circonda il singolo seme. In particolare il pericarpo è fuso al seme ed è aderente. L'endocarpo non è indurito e l'ilo è puntiforme. L'embrione è provvisto quasi sempre di epiblasto ha un solo cotiledone (allungato) altamente modificato (scutello con fessura) in posizione laterale. I margini embrionali della foglia si sovrappongono.

## Biologia
Come gran parte delle Poaceae, le specie di questo genere si riproducono per impollinazione anemogama. Gli stigmi più o meno piumosi sono una caratteristica importante per catturare meglio il polline aereo. La dispersione dei semi avviene inizialmente a opera del vento (dispersione anemocora) e una volta giunti a terra grazie all'azione di insetti come le formiche (mirmecoria).

## Distribuzione e habitat
Le specie di questa tribù sono presenti nelle foreste tropicali dell'Africa (Megastachya) e nell'Africa centro-occidentale, in Madagascar, Asia tropicale e Australasia settentrionale (Centotheca).

## Tassonomia
La famiglia delle Poacee comprende circa 800 generi e oltre 9.000 specie. È una delle famiglie più numerose e più importanti del gruppo delle monocotiledoni. La famiglia è suddivisa in 12 sottofamiglie, la tribù Centotheceae fa parte della sottofamiglia Panicoideae.

### Generi
La tribù si compone di 2 generi e 6 specie:
- Centotheca Desv. (4 specie)
- Megastachya P.Beauv. (2 spp.)

## Filogenesi
All'interno della famiglia Poaceae la sottofamiglia Panicoideae appartiene al clade "PACMAD" (formato dalle sottofamiglie Aristidoideae, Arundinoideae, Micrairoideae, Danthonioideae, Chloridoideae e Panicoideae). Questo clade con il clade BEP (formato dalle sottofamiglie Ehrhartoideae, Bambusoideae e Pooideae) forma un "gruppo fratello" (il clade BEP a volte è chiamato clade "BOP" in quanto la sottofamiglia Ehrhartoideae a volte è chiamata Oryzoideae). La sottofamiglia di questa voce, nell'ambito del clade "PACMAD", a parte la sottofamiglia Aristidoideae in posizione "basale", forma un "gruppo fratello" con il resto delle sottofamiglie del clade.
Il clade "PACMAD" è un gruppo fortemente supportato fin dalle prime analisi filogenetiche di tipo molecolare. Questo gruppo non ha evidenti sinapomorfie morfologiche con l'unica eccezione dell'internodo mesocotiledone allungato dell'embrione. Questo clade inoltre è caratterizzato, nella maggior parte delle piante, dal ciclo fotosintetico di tipo C4 (ma anche a volte tipo C3).
La tribù Centotheceae fa parte del primo gruppo di tribù che si sono differenziate nell'ambito della sottofamiglia e con il gruppo delle tribù Thysanolaeneae e Cyperochloeae forma un "gruppo fratello". In alcuni studi queste tre tribù sono considerate dei cladi interni (o sottotribù) alla tribù Centotheceae. I caratteri più rilevanti di questo gruppo sono: i micropeli delle foglie sono simili a bottoni o funghi. Nelle specie di questa tribù il ciclo fotosintetico è del tipo C3).
Per i generi di questa tribù sono state evidenziate le seguenti sinapomorfie:
- Cyperochloa: la presenza di setole riflesse sui lemmi superiori dell'infiorescenza.